# Plataneros de Corozal 2016-2017
Questa voce raccoglie le informazioni riguardanti i Plataneros de Corozal nelle competizioni ufficiali della stagione 2016-2017.

## Organigramma societario
Area direttiva
- Presidente: Javier Díaz

Area tecnica
- Primo allenatore: Enrique Pérez

## Rosa
| N° | Nome                 | Ruolo | Data di nascita  | Nazionalità sportiva |
| -- | -------------------- | ----- | ---------------- | -------------------- |
| 1  | Arturo Iglesias      | P     | 22 novembre 1995 | Porto Rico           |
| 2  | Cristian Encarnación | S     | 3 settembre 1993 | Porto Rico           |
| 3  | Anthony Negrón       | C     | -                | Porto Rico           |
| 4  | David Menéndez       | C     | 22 febbraio 1988 | Porto Rico           |
| 5  | Alexander Robles     | S     | 22 ottobre 1989  | Porto Rico           |
| 6  | Josué Rivera         | S     | 14 aprile 1992   | Porto Rico           |
| 7  | Jorge Otero          | S/O   | 3 marzo 1988     | Porto Rico           |
| 8  | Roberto Ortíz        | L     | -                | Porto Rico           |
| 10 | Ezequiel Cruz        | S     | 15 luglio 1986   | Porto Rico           |
| 11 | Marcos Liendo        | S/L   | 8 novembre 1989  | Porto Rico           |
| 12 | Carlos Concepción    | P     | -                | Porto Rico           |
| 13 | Alexis Colón         | C     | 30 maggio 1990   | Porto Rico           |
| 15 | Abdiel Rivera        | P     | 13 aprile 1995   | Porto Rico           |

## Mercato
| Acquisti | Acquisti             | Acquisti             | Acquisti   |
| R.       | Nome                 | da                   | Modalità   |
| -------- | -------------------- | -------------------- | ---------- |
| P        | Arturo Iglesias      | California Baptist   | definitivo |
| S        | Cristian Encarnación | Gigantes de Carolina | definitivo |
| S        | Josué Rivera         | Bani Jamra           | definitivo |
| S/O      | Jorge Otero          | -                    | definitivo |
| S        | Ezequiel Cruz        | Capitanes de Arecibo | prestito   |
| P        | Carlos Concepción    | Gigantes de Carolina | definitivo |
| C        | Alexis Colón         | Capitanes de Arecibo | prestito   |

| Cessioni | Cessioni          | Cessioni             | Cessioni   |
| R.       | Nome              | a                    | Modalità   |
| -------- | ----------------- | -------------------- | ---------- |
| S        | Juan Carlos Ribas | Cariduros de Fajardo | definitivo |
| P        | Ángel Rodríguez   | Cariduros de Fajardo | definitivo |
| C        | José Ribas        | Mets de Guaynabo     | definitivo |
| P        | Roberto Rodríguez | -                    | definitivo |
| S        | Joseph Sunder     | Galatasaray          | definitivo |
| S/O      | Chadli Gutiérrez  | -                    | definitivo |
| S        | Josué Rivera      | Bani Jamra           | definitivo |
| S/O      | Jean Carlos Ortíz | Bouchrieh            | definitivo |

## Risultati

### LVSM

#### Regular season
| 1ª giornata - 23 ottobre 2016 Coliseo Carmen Zoraida Figueroa, Corozal     | Plataneros de Corozal    | 3 - 1 | Gigantes de Carolina     | 32-30, 20-25, 25-22, 25-17        |
| 2ª giornata - 27 ottobre 2016 Palacio de Recreación y Deportes, Mayagüez   | Indios de Mayagüez       | 3 - 0 | Plataneros de Corozal    | 25-19, 25-23, 25-17               |
| 3ª giornata - 29 ottobre 2016 Coliseo Carmen Zoraida Figueroa, Corozal     | Plataneros de Corozal    | 3 - 2 | Changos de Naranjito     | 25-20, 26-28, 29-27, 16-25, 15-12 |
| 4ª giornata - 2 novembre 2016 Coliseo Luis Aymat Cardona, San Sebastián    | Caribes de San Sebastián | 3 - 2 | Plataneros de Corozal    | 25-20, 17-25, 22-25, 25-23, 15-9  |
| 5ª giornata - 3 novembre 2016 Coliseo Carmen Zoraida Figueroa, Corozal     | Plataneros de Corozal    | 1 - 3 | Indios de Mayagüez       | 22-25, 25-19, 22-25, 22-25        |
| 6ª giornata - 6 novembre 2016 Coliseo Mario Morales, Guaynabo              | Mets de Guaynabo         | 3 - 1 | Plataneros de Corozal    | 25-22, 25-16, 23-25, 25-20        |
| 7ª giornata - 10 novembre 2016 Coliseo Guillermo Angulo, Carolina          | Gigantes de Carolina     | 3 - 0 | Plataneros de Corozal    | 25-15, 25-23, 25-22               |
| 8ª giornata - 13 novembre 2016 Coliseo Carmen Zoraida Figueroa, Corozal    | Plataneros de Corozal    | 3 - 1 | Mets de Guaynabo         | 17-25, 25-21, 25-23, 25-20        |
| 9ª giornata - 17 novembre 2016 Coliseo Carmen Zoraida Figueroa, Corozal    | Plataneros de Corozal    | 0 - 3 | Patriotas de San Juan    | 13-25, 24-26, 20-25               |
| 10ª giornata - 19 novembre 2016 Coliseo Tomás Dones, Fajardo               | Cariduros de Fajardo     | 3 - 1 | Plataneros de Corozal    | 20-25, 25-21, 25-17, 27-25        |
| 11ª giornata - 25 novembre 2016 Coliseo Gelito Ortega, Naranjito           | Changos de Naranjito     | 3 - 2 | Plataneros de Corozal    | 21-25, 14-25, 25-23, 25-15, 15-10 |
| 12ª giornata - 1º dicembre 2016 Coliseo Roberto Clemente, San Juan         | Patriotas de San Juan    | 3 - 0 | Plataneros de Corozal    | 25-17, 25-20, 25-21               |
| 13ª giornata - 3 dicembre 2016 Coliseo Carmen Zoraida Figueroa, Corozal    | Plataneros de Corozal    | 3 - 0 | Cariduros de Fajardo     | 25-20, 32-30, 28-26               |
| 14ª giornata - 9 dicembre 2016 Coliseo Gelito Ortega, Naranjito            | Changos de Naranjito     | 0 - 3 | Plataneros de Corozal    | 20-25, 27-29, 21-25               |
| 15ª giornata - 11 dicembre 2016 Coliseo Luis Aymat Cardona, San Sebastián  | Caribes de San Sebastián | 2 - 3 | Plataneros de Corozal    | 25-18, 27-29, 35-33, 23-25, 9-15  |
| 16ª giornata - 16 dicembre 2016 Coliseo Carmen Zoraida Figueroa, Corozal   | Plataneros de Corozal    | 2 - 3 | Indios de Mayagüez       | 25-19, 27-25, 18-25, 15-25, 12-15 |
| 17ª giornata - 18 dicembre 2016 Coliseo Carmen Zoraida Figueroa, Corozal   | Plataneros de Corozal    | 3 - 1 | Changos de Naranjito     | 31-29, 26-28, 25-22, 25-22        |
| 18ª giornata - 22 dicembre 2016 Palacio de Recreación y Deportes, Mayagüez | Indios de Mayagüez       | 3 - 2 | Plataneros de Corozal    | 25-22, 30-28, 22-25, 19-25, 15-10 |
| 19ª giornata - 28 dicembre 2016 Coliseo Carmen Zoraida Figueroa, Corozal   | Plataneros de Corozal    | 0 - 3 | Caribes de San Sebastián | 19-25, 23-25, 22-25               |
| 20ª giornata - 30 dicembre 2016 Coliseo Carmen Zoraida Figueroa, Corozal   | Plataneros de Corozal    | 2 - 3 | Caribes de San Sebastián | 21-25, 25-19, 21-25, 26-24, 9-15  |

#### Play-off
| Quarti di finale (gara 2) - 3 gennaio 2017 Coliseo Carmen Zoraida Figueroa, Corozal   | Plataneros de Corozal    | 1 - 3 | Indios de Mayagüez       | 30-28, 24-26, 19-25, 18-25        |
| Quarti di finale (gara 3) - 4 gennaio 2017 Coliseo Luis Aymat Cardona, San Sebastián  | Caribes de San Sebastián | 3 - 1 | Plataneros de Corozal    | 39-37, 25-20, 23-25, 25-21        |
| Quarti di finale (gara 5) - 9 gennaio 2017 Palacio de Recreación y Deportes, Mayagüez | Indios de Mayagüez       | 3 - 0 | Plataneros de Corozal    | 25-21, 28-26, 25-10               |
| Quarti di finale (gara 6) - 10 gennaio 2017 Coliseo Carmen Zoraida Figueroa, Corozal  | Plataneros de Corozal    | 2 - 3 | Caribes de San Sebastián | 30-28, 23-25, 18-25, 25-23, 14-16 |

## Statistiche

### Statistiche di squadra
| Competizione | Punti | In casa | In casa | In casa | In trasferta | In trasferta | In trasferta | Totale | Totale | Totale |
| Competizione | Punti | G       | V       | P       | G            | V            | P            | G      | V      | P      |
| ------------ | ----- | ------- | ------- | ------- | ------------ | ------------ | ------------ | ------ | ------ | ------ |
| LVSM         | 24    | 12      | 5       | 7       | 12           | 2            | 10           | 24     | 7      | 17     |
| Totale       | -     | 12      | 5       | 7       | 12           | 2            | 10           | 24     | 7      | 17     |

G = partite giocate; V = partite vinte; P = partite perse